# Petar Preradović
Petar Preradović, v srbské cyrilici Петар Прерадовић (19. března 1818 – 18. srpna 1872) byl  chorvatský ilyristický básník, panslavista, překladatel a voják.
Byl také z otcovy strany dědeček rakouské spisovatelky a básnířky Pauly Preradović, která napsala text rakouské státní hymny.

## Život
Původem byl z hraničářské rodiny chorvatských Srbů, později studoval na vojenské akademii ve Vídeňském Novém Městě a svůj život zasvětil armádě. Žil proto většinou mimo Chorvatsko. Zpočátku psal německy, po setkání s řadou ilyristických (ale i jiných slovanských, včetně Čechů) obrozenců však otočil a psal chorvatsky. Patřil k oblíbeným tvůrcům, kteří se hlásili k myšlenkám ilyrského hnutí, měřit se mu mohli pouze Ivanem Mažuranićem, či Stanko Vrazem. Do němčiny přeložil také i část Máchova Máje.
Byl básníkem zvučné, sladké a mohutné milostné i vlastenecké lyriky, spolu se Stanko Vrazem a Ivanem Mažuraničem byl zakladatelem obrozené, duchem národní chorvatské literatury, Slovinci i Srby pak milován a ctěn je stejně, jako slovenský Jan Kollár pro ideálně slovanské stanovisko vzájemné lásky a mezislovanského sblížení.
Pohřben je na záhřebském hřbitově Mirogoj. Náhrobek je dílem sochaře Rendiče.
Při oslavách jeho jubilea 100 let od narození (19. března 1918) byla účastna i česká deputace z Prahy (básník Jaroslav Kvapil a redaktor Vincenc Červinka), kteří položili na básníkův hrob věnec se stuhami v českých barvách, s nápisem: „Český pozdrav a hold básníku slovanské vzájemnosti". Shromáždění pak zapělo „Kde domov můj" a „Hej Slované", poté i chorvatskou národní "hymnu" „Liepa naša domovina" a srbskou Marseillaisu "Onamo, 'namo!" 

## Dílo
Kromě následujících sbírek je Preradović také i autorem dramata Putnik (poutník), ve kterém plně vyjádřil svojí nespokojenost a melancholii z neustálého putování daleko od své vlasti.
- „Prvenci“ (1846)
- „Nove pjesme“ (1851)
- „Prvi ljudi“ (1862)
- „Pustinjak“